# Jorge La Paz
Jorge La Paz – piłkarz urugwajski, bramkarz.
Jako piłkarz klubu CA Peñarol wziął udział w turnieju Copa América 1949, gdzie Urugwaj zajął szóste miejsce. La Paz zagrał w pięciu meczach – z Ekwadorem (stracił 2 bramki), Boliwią (stracił 3 bramki), Brazylią (stracił 5 bramek), Peru (stracił 4 bramki) i Chile (stracił 3 bramki). W pozostałych dwóch spotkaniach bramki urugwajskiej strzegł Raúl Arizábalo.
W reprezentacji Urugwaju La Paz grał tylko w 1949 roku podczas turnieju Copa América – rozegrał w niej łącznie 5 meczów i przepuścił aż 17 goli.